# Agrupación europea de interés económico
Una Agrupación Europea de Interés Económico (AEIE) es un tipo de entidad jurídica creada por el Reglamento (CEE) n° 2137/85 del Consejo, de 25 de julio de 1985, relativo a la constitución de una agrupación europea de interés económico (AEIE).
Está diseñada para facilitar a las empresas de diferentes países hacer negocios juntos, o para formar consorcios para participar en programas de la Unión Europea. Sus actividades deben ser complementarias a las de sus miembros, y, como con una asociación, cualquier beneficio o pérdida que se produzca se atribuye a sus miembros. Así pues, aunque está sujeta al IVA, no está sujeta al impuesto de sociedades.
Tiene una responsabilidad ilimitada. Se basa en la figura jurídica francesa Groupement d'intérêt économique. Existen en la actualidad varios miles de AEIE en campos tan variados como la comercialización agrícola, la investigación y el desarrollo.
Algunos ejemplos de agrupaciones europeas de interés económico:
- Eurostar
- Thalys
- GEIE-TMB, que explota el túnel del Mont Blanc
- Arte, canal de televisión franco-alemán
- European Business School Paris